# Província de Loayza

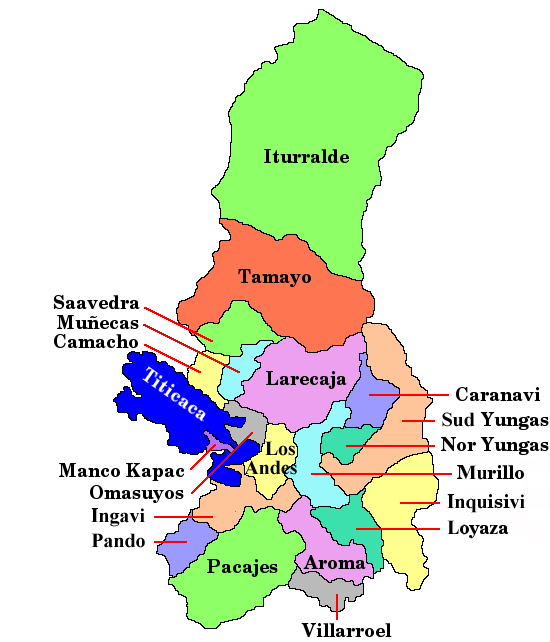
Les províncies del Departament de La Paz

La província de Loayza és una de les 20 províncies del Departament de La Paz a Bolívia. La seva capital és Luribay.